# Mohamed Souboul
Mohamed Souboul (in arabo محمد سوبول‎?; Casablanca, 17 novembre 2001) è un calciatore marocchino, difensore della squadra degli Emirati Arabi Uniti dell' Ajman.

## Caratteristiche tecniche
Gioca come terzino sinistro.

## Carriera

### Club
Souboul è cresciuto nel settore giovanile del Raja Casablanca, con cui ha debuttato il 7 marzo 2021 nell'incontro di Botola 1 Pro pareggiato 1-1 contro lo Youssoufia Berrechid. Il 5 settembre 2020 è stato prestato per una stagione all'IR Tanger, dove ha giocato con maggior continuità.
Il 3 gennaio 2024 ha lasciato il Marocco per trasferirsi in Francia al Bastia, con cui ha firmato un biennale.

### Nazionale
Ha giocato con il Marocco Under-20 fra il 2020 ed il 2021. Nel 2022 con la nazionale olimpica ha partecipato ai Giochi della solidarietà islamica 2021 ed il 21 dicembre dello stesso anno è stato convocato dalla Nazionale A' marocchina un incontro amichevole in preparazione al Campionato delle nazioni africane 2022 contro il Senegal.

## Statistiche
Statistiche aggiornate al 25 febbraio 2024.
| Stagione        | Squadra         | Campionato      | Campionato | Campionato | Coppe nazionali | Coppe nazionali | Coppe nazionali | Coppe continentali | Coppe continentali | Coppe continentali | Altre coppe | Altre coppe | Altre coppe | Totale | Totale | Totale |
| Stagione        | Squadra         | Comp            | Pres       | Reti       | Comp            | Pres            | Reti            | Comp               | Pres               | Reti               | Comp        | Pres        | Reti        | Pres   | Reti   |        |
| --------------- | --------------- | --------------- | ---------- | ---------- | --------------- | --------------- | --------------- | ------------------ | ------------------ | ------------------ | ----------- | ----------- | ----------- | ------ | ------ | ------ |
| 2020-2021       | Raja Casablanca | B1              | 7          | 0          | CM              | 2               | 0               | CCC                | 7                  | 0                  |             | -           | -           | 16     | 0      |        |
| 2021-2022       | Raja Casablanca | B1              | 7          | 0          | CM              | 1               | 0               | CCL                | 1                  | 0                  | SC          | 0           | 0           | 9      | 0      |        |
| 2022-2023       | IR Tanger       | B1              | 21         | 0          | CM              | 0               | 0               |                    | -                  | -                  |             | -           | -           | 21     | 0      |        |
| 2023-gen. 2024  | Raja Casablanca | B1              | 5          | 0          | CM              | 0               | 0               |                    | -                  | -                  | CdC         | 3           | -           | 8      | 0      |        |
| gen.-giu. 2024  | Bastia          | L2              | 2          | 0          | CF              | 0               | 0               |                    | -                  | -                  |             | -           | -           | 2      | 0      |        |
| Totale carriera | Totale carriera | Totale carriera | 42         | 0          |                 | 3               | 0               |                    | 8                  | 0                  |             | 3           | 0           | 56     | 0      |        |

## Palmarès

### Competizioni internazionali
- Coppa della Confederazione CAF: 1

Raja Casablanca: 2020-2021